# Laboum
Laboum (кор.: 라붐; стилизованно под LABOUM) — южнокорейская женская группа, дебютировавшая в 2014 году под руководством NH Media и совместного предприятия Global H Media Nega Network. Название было взято из французского фильма La Boum.

## История

### 2014: Дебют сPetit Macaron
В августе 2014 года, NH Media и Nega Network объявили о предстоящем дебюте женской группы под названием Laboum, которая тренировалась в течение четырёх лет. Группа рекламировалась как сестринская группа для U-KISS NH Media и Brown Eyed Girls из Nega Network.
Laboum выпустили свой дебютный EP Petit Macaron 28 августа 2014 года, после выпуска их клипа на заглавный трек «Pit-A-Pat». Песню написал Со Джи Ём, известный написанными хитами: «Electric Shock» f (x) и «Twinkle» TaeTiSeo, а создание музыки организовывал Чон Чжэ Ёб.
24 октября группа объявила о своем возвращении с Petit Macaron DATA PACK, переизданием Petit Macaron с дополнительным цифровым контентом и переработкой трека «What About You?». 31 октября группа провела возвращение на Music Bank и выпустила музыкальное видео, в котором фигурировала кукольная тема. 3 ноября вышел альбом Petit Macaron DATA PACK.

### 2015:Sugar SugarиAalow Aalow
В конце февраля 2015 года ZN снялась с Кевином из U-KISS в двух эпизодах «Milky Love» дораме о любви. Оба эпизода были выпущены 2 марта на Naver TV Cast.
16 марта группа объявила о возвращении с более зрелой, но обновляющей концепцией в «Sugar Sugar», в которой будет тема девичьей вечеринки. 14 августа вышел сингл, сопровождающий EP и музыкальное видео. Ючжон был гостем майского эпизода популярной радиопередачи «Kiss the Radio», организованной Super Junior.
В июне Сольбин снялась в развлекательном шоу «Her Secret Weapon». Шоу сосредоточилось на менее известных членах женской группы и оценивало их, основываясь на их исполнениях в определённых задачах, которые подчеркивают качества женских кумиров, необходимые для создания преданных поклонников. Из десяти конкурсантов Сольбин соревновалась с Тхэхой из Berry Good, заняв шестое место.
26 ноября 2015 года Laboum загрузили музыкальный видеоролик для возвратного сингла «Aalow Aalow» на официальный канал группы YouTube. Видео было выпущено 1 декабря и показало элегантный, но в стиле фанк ретро. 4 декабря группа провела шоукейс «Aalow Aalow» на Music Bank. EP был официально выпущен 6 декабря.

### 2016 — настоящее время: Makestar campaign,Fresh AdventureиLove Sign
15 февраля 2016 года Laboum запустили кампанию по финансированию своего предстоящего музыкального видео на платформе crowdfunding Makestar. Среди других наград группа получила титул «Почетный продюсер». Кампания достигла своей цели в размере 8 261 доллара всего за четыре часа.
Кампания makestar в конечном счете собрала 27,832 — 336,9 % от первоначальной цели. 6 апреля 2016 года группа выпустила клип на песню «Journey to Atlantis» и сопровождающее его EP Fresh Adventure.
9 августа 2016 года группа анонсировало о своем возвращении. После долгих ожиданий они выпустили клип на песню «Shooting Love», а также сопровождающий EP Love Sign от 23 августа 2016 года.

## Состав
- Чон Соён (кор.:정소연), родилась 4 мая 1994 г.
- ZN (кор.: 지엔), настоящее имя: Бэ Джине (кор.: 배진예) родилась 9 июня 1994 г.
- Ём Хэин (кор.: 염해인), родилась 19 мая 1995 г.
- Ан Сольбин (кор.: 안솔빈), родилась 19 августа 1997 г.

Бывшая участница:
- Ким Юльхи (кор.: 김율희), родилась 27 ноября 1997 г.
- Ким Юджон(кор.: 김유정), родилась 14 февраля 1992 г.

## Дискография

### Мини-альбомы
| Название       | Детали альбома | Позиции в чартах | Продажи      |
| Название       | Детали альбома | KOR              | Продажи      |
| -------------- | --- | ---------------- | ------------ |
| Love Sign      | - Выпущен: 23 августа 2016 - Лейбл: NH Media, Nega Network, LOEN Entertainment - Фоормат: CD, digital download Трек-лист 1. Shooting Star 2. Shooting Love (푱푱) 3. Ding Dong (딩동) 4. Sweetly (달콤하게) 5. Like U Love U feat. Yun        | 13               | - KOR: 3333+ |
| Miss This Kiss | - Выпущен: 17 апреля 2017 - Лейбл: NH Media, Nega Network, Interpark, Windmill Entertainment - Формат: CD, digital download Трек-лист 1. Intro 2. Hwi Hwi (휘휘) 3. Story Travel 4. Be The Light (빛이 되어줘) 5. Heaven And Earth (천지차이) | 1                | TBA          |

### Сингл-альбомы
| Название        | Детали альбома | Позиции в чартах | Продажи       |
| Название        | Детали альбома | KOR              | Продажи       |
| --------------- | --- | ---------------- | ------------- |
| Petit Macaron   | - Выпущен: 28 августа 2014 - Лейбл: NH Media, Nega Network, CJ E&M - Формат: CD, digital download Трек-лист 1. Pit a Pat (두근두근) 2. La li:Lalala (주문을 풀어) 3. What About You (어떡할래)                                               | 15               | - KOR: 870+   |
| Petit Macaron   | - Пере-выпущен: 3 ноября 2014 (Petit Macaron: Data Pack) - Лейбл: NH Media, Nega Network, CJ E&M - Формат: CD, digital download Трек-лист 1. Pit a Pat (두근두근) 2. La li:Lalala (주문을 풀어) 3. What About You (어떡할래) 4. Winter Party | 25               | - KOR: 608+   |
| Sugar Sugar     | - Выпущен: 27 марта 2015 - Лейбл: NH Media, Nega Network, CJ E&M - Формат: CD, digital download Трек-лист 1. Sugar Sugar (슈가슈가) 2. Happy Joke (장난햅) 3. Fantasy                                                                        | 17               | - KOR: 1,091+ |
| Aalow Aalow     | - Выпущен: 6 декабря 2015 - Лейбл: NH Media, Nega Network, CJ E&M - Формат: CD, digital download Трек-лист 1. Intro 2. Aalow Aalow (아로아로) 3. Tasty                                                                                       | 26               | - KOR: 1592+  |
| Fresh Adventure | - Выпущен: 6 апреля 2016 - Лейбл: NH Media, Nega Network, Interpark, Windmill Entertainment - Формат: CD, digital download Трек-лист 1. Intro 2. Journey to Atlantis (상상더하기) 3. Strike Out 4. Caterpillar                               | 9                | - KOR: 2150+  |

### Синглы
| Название                           | Год  | Позиции в чартах | Продажи       | Альбом           |
| Название                           | Год  | KOR              | Продажи       | Альбом           |
| ---------------------------------- | ---- | ---------------- | ------------- | ---------------- |
| «Pit-A-Pat» (두근두근)             | 2014 | 195              | N/A           | Petit Macaron    |
| «What About You» (어떡할래)        | 2014 | 148              | N/A           | Petit Macaron    |
| «Sugar Sugar»                      | 2015 | 271              | N/A           | Sugar Sugar      |
| «Aalow Aalow» (아로아로)           | 2015 | 180              | N/A           | Aalow Aalow      |
| «Journey to Atlantis» (상상더하기) | 2016 | 147              | N/A           | Fresh Adventure  |
| «Shooting Love» (푱푱)             | 2016 | 128              | N/A           | Love Sign        |
| «Winter Story» (겨울동화)          | 2016 | —                | N/A           | Non-album single |
| «Hwi Hwi» (휘휘)                   | 2017 | —                | - KOR: 18137+ | Miss This Kiss   |

### Саундтреки
| Год  | Песня          | Альбом                              | Артист          |
| ---- | -------------- | ----------------------------------- | --------------- |
| 2013 | «My Reason»    | Collage                             | Ульхи и Кевин   |
| 2014 | «Softly»       | Can We Love? OST                    | Соён и Сум (숨) |
| 2015 | «Love Is Cold» | Sweet Home, Sweet Honey OST Part. 4 | Соён            |

## Видеография

### Музыкальные видеоклипы
| Год  | Песня                              | Руководитель |
| ---- | ---------------------------------- | ------------ |
| 2014 | «Pit-A-Pat»                        | Ён Сон       |
| 2014 | «What About You?»                  | Бемчуль Ким  |
| 2014 | «What About You?» (dance ver.)     | Бемчуль Ким  |
| 2015 | «Sugar Sugar»                      | Хо Джан Шик  |
| 2015 | «Aalow Aalow»                      | INSP, SUIKO  |
| 2016 | «Journey to Atlantis»              | Hong Won-ki  |
| 2016 | «Shooting Love»                    | Ю Сын Кён    |
| 2016 | «Shooting Love» (performance ver.) | Ю Сын Кён    |
| 2016 | «Winter Story»                     | Ю Сын Кён    |
| 2017 | «Hwi Hwi»                          | TBA          |

### Участие в съемках клипов
| Год  | Песня                         | Артист                                        | Участник                   |
| ---- | ----------------------------- | --------------------------------------------- | -------------------------- |
| 2012 | «The Original» Teaser         | Brown Eyed Girls                              | Сольбин                    |
| 2012 | «One Summer Night»            | Brown Eyed Girls                              | Сольбин                    |
| 2013 | «Standing Still»              | U-KISS                                        | Юльхи                      |
| 2013 | «MaMa Beat»                   | LC9                                           | Сольбин, ZN                |
| 2013 | «Inside of Me»                | U-KISS                                        | Юльхи                      |
| 2013 | «Open the Door»               | Im Chang-jung                                 | Юльхи                      |
| 2014 | «Shall We Dance With Dr. Lim» | Im Chang-jung                                 | Хэин, Сольбин, Юльхи, Соён |
| 2016 | «Ms. Burgundy»                | Son Seung-yeon (Sonnet Son)                   | Юльхи                      |
| 2016 | «Stalker»                     | U-KISS                                        | Сольбин                    |
| 2016 | «Thank You»                   | DJ Hanmin, Flawless, DizzySunn (Feat. Soyeon) | Соён                       |
| 2016 | «Sick»                        | Big Brain                                     | Сольбин                    |
| 2017 | «Nostalgia»                   | The Ray                                       | ZN                         |

## Фильмография

### Дорамы
| Год  | Название | Канал         | Участник | Заметки               |
| ---- | --- | ------------- | -------- | --------------------- |
| 2015 | About Love | Naver TV Cast | ZN       | Веб-дорамы, 2 эпизода |
| 2016 | Solomon’s Perjury | JTBC          | Сольбин  | 12 эпизода            |
| 2020 | Backstreet Rookie / Convenience Store Kyunbyeol / Convenience Store Morning Star / Convenience Store Venus / Pyeonuijeom Saetbyeoli | SBS           | Сольбин  | 20 эпизода            |

### Развлекательные шоу
| Год  | Название              | Канал        | Участник                        | Заметки                                               |
| ---- | --------------------- | ------------ | ------------------------------- | ----------------------------------------------------- |
| 2014 | Idol School           | MBC Music    | Все                             | Эпизод № 10, 12 & 13                                  |
| 2014 | Music On! Rookie Talk | Music On! TV | Все                             |                                                       |
| 2014 | Pops in Seoul         | Arirang TV   | Все                             | Сентябрь 2014                                         |
| 2014 | Pops in Seoul         | Arirang TV   | Все                             | Ноябрь 2014                                           |
| 2014 | After School Club     | Arirang TV   | Все                             | Эпизод № 119                                          |
| 2014 | Dream Team            | KBS2         | ZN, Сольбин, Юльхи              | Girl Group Bubble Suit Championship                   |
| 2015 | Dream Team            | KBS2         | ZN, Хэин, Юльхи                 |                                                       |
| 2015 | 1 vs. 100             | KBS2         | Юджон, ZN                       |                                                       |
| 2015 | Music Bank            | KBS2         | Сольбин                         | Особый МС                                             |
| 2015 | Her Secret Weapon     | MBC Every 1  | Сольбин                         | Участник                                              |
| 2015 | After School Club     | Arirang TV   | Все                             | Эпизод № 189                                          |
| 2015 | Hello Counselor       | KBS2         | Сольбин, Юльхи                  | Гость                                                 |
| 2015 | SNL Korea             | tvN          | Все                             | Гость                                                 |
| 2016 | The Boss Is Watching  | SBS          | Все                             | Участники; Новый Год спец-выпуск, шоу выживания       |
| 2016 | Laboum TV             | Naver V App  | Все                             |                                                       |
| 2016 | Weekly Idol           | MBC Every 1  | Все                             | Эпизод № 246                                          |
| 2016 | After School Club     | Arirang TV   | Все                             | Эпизод № 208, 227                                     |
| 2016 | New Star King         | SBS          | Соён, Хэин, Сольбин, Юльхи      | Эпизод № 24                                           |
| 2016 | Music Bank            | KBS2         | Сольбин                         | Соучредитель и Ли Сы Вон, июль 2016 — настоящее время |
| 2016 | Good Life             | Channel A    | Юджон, ZN, Хэин, Сольбин, Юльхи | Эпизод № 70-71                                        |
| 2016 | Girl Spirit           | JTBC         | Соён                            |                                                       |
| 2016 | Happy Together        | KBS2         | Сольбин                         | Эпизод № 461                                          |
| 2016 | Knowing Bros          | JTBC         | Сольбин                         | Эпизод № 40                                           |
| 2016 | Running Man           | SBS          | Сольбин                         | Эпизод № 321                                          |
| 2016 | My Little Television  | MBC          | Сольбин                         | Эпизод № 69,70                                        |

### Фильм
| Год  | Название | Участник | Роль |
| ---- | -------- | -------- | ---- |
| 2016 | Showdown | Сольбин  | TBA  |

### Реалити шоу
| Год  | Название       | Канал     | Участник |
| ---- | -------------- | --------- | -------- |
| 2016 | Laboum project | MBC Music | Все      |

## Награды и номинации

### Музыкальные программы

#### Music Bank
| Год  | Дата      | Песня     |
| ---- | --------- | --------- |
| 2017 | 28 апреля | «Hwi Hwi» |

## Концерты
- Dream Concert (2016)
- Dream Concert (2017)